# Obsolescence des stocks
L'obsolescence des stocks est évaluée régulièrement par les entreprises pour déterminer quelle part de leur stock est "périmée". Tout stock perd donc de la valeur avec le temps,.
Un article ou un bien obsolescent voit sa compétitivité ou son utilité devenir caduque, généralement en raison de la disponibilité de solutions de rechange qui fonctionnent mieux ou sont moins chères. L'obsolescence ne doit pas être confondue avec la perte de valeur en raison d'une détérioration physique ou d'une usure normale.
Typiquement, un rapport d'obsolescence des stocks part de la valeur du "stock disponible", et la réduit ensuite en effectuant une estimation de l'usage futur du stock.